# Euphaedra insularis
Euphaedra insularis är en fjärilsart som beskrevs av Schultze 1920. Euphaedra insularis ingår i släktet Euphaedra och familjen praktfjärilar. Inga underarter finns listade i Catalogue of Life.